# Ardennite-(As)
L’ardennite-(As) est une espèce minérale du groupe des silicates et du sous-groupe des sorosilicates, de formule Mn2+4(Al, Mg)6(OH)6(AsO4)(SiO4)2Si3O10. Lorsque le groupe VO4 remplace le groupe AsO4, il s'agit d'ardennite-(V). Elle peut présenter des traces de titane et de cuivre.

## Inventeur et étymologie
L'ardennite fut décrite initialement en 1872 par Lasaulx et Bettendorf et quelques mois après par Félix Pisani à Paris qui la nomma « dewalquite ». C'est la description de Lasaulx qui a l'antériorité ; elle fut nommée ainsi d'après sa localité-type, dans les Ardennes en Belgique, puis, lorsque la variété ardennite-(V) fut découverte, elle fut renommée ardennite-(As).

## Topotype
- Salmchâteau, Vielsalm, Massif de Stavelot, Province de Luxembourg, Belgique[2]

## Cristallographie
- Paramètres de la maille conventionnelle :

a = 8,712 6 Å, b = 18,512 4 Å, c = 5,810 8 Å
Z = 2, V = 937,23 Å3
- Densité calculée = 3,74

## Cristallochimie
L'ardennite-(As) fait partie d'un groupe de minéraux isostructuraux : le groupe de l'ardennite.

### Groupe de l'ardennite
- Ardennite-(As) Mn2+4(Al, Mg)6(OH)6(AsO4)(SiO4)2Si3O10, Pnmm; 2/m 2/m 2/m
- Ardennite-(V) Mn2+4[Al4(Mg, Al, Fe3+, Mn3+)2][Si5(V, Si)]O22(OH)6, Pnmm; 2/m 2/m 2/m
- Orientite Ca2Mn2+Mn3+2Si3O10(OH)4, C mcm; 2/m 2/m 2/m

## Gîtologie
- L'ardennite-(As) se trouve dans les veines de quartz et de pegmatites, dans les schistes (Salmchâteau, Belgique)
- Elle se trouve également dans les sédiments de manganèse très fortement oxydées et riches en aluminium.

### Minéraux associés
- quartz, albite, pyrolusite, piémontite, spessartine, braunite, hématite.

## Habitus
L'ardennite-(As) se trouve sous la forme de cristaux prismatiques, automorphes qui sont très rares seuls. Les faces des prismes sont striées. Elle se trouve aussi en groupes radiés, pouvant atteindre 4 centimètres.

## Synonymie
- Dewalquite (Pisani 1872[3]), nommée ainsi en l'honneur de G. Dewalque.
- Arsenioardennite, en raison de sa teneur en arsenic.
- Le terme générique ardennite désigne souvent l’ardennite-(As).

## Gisements remarquables
- Belgique

Salmchâteau, Vielsalm, Massif de Stavelot, Province de Luxembourg
- France

Bonneval-sur-Arc, Maurienne, Savoie, Rhône-Alpes
- Inde
- Italie
- Japon
- Suisse

Pizzi di Maroz, Maroz Valley, Val Bregaglia, Canton des Grisons
Falotta, Tinzen, Chaîne de l'Oberhalbstein, Vallée de l'Albula, Canton des Grisons
- Grande-Bretagne
  - Angleterre

Carrière de Torr Works (Carrière de Merehead), Cranmore, Somerset

## Galerie

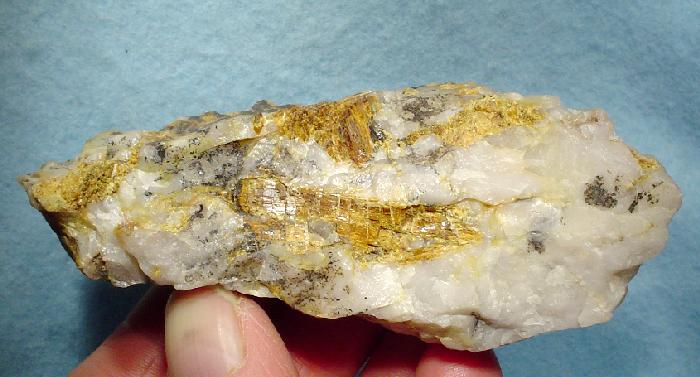
Ardennite-(As), Salm-Château, Belgique, 10.4 x 4.4 x 3.5 cm.
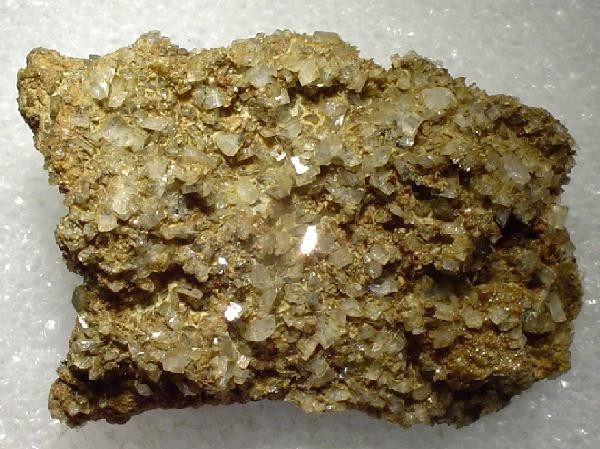
Ardennite-(As), Salm-Château, Belgique, 3.5 x 2.5 x 1.5 cm.